# Acampada

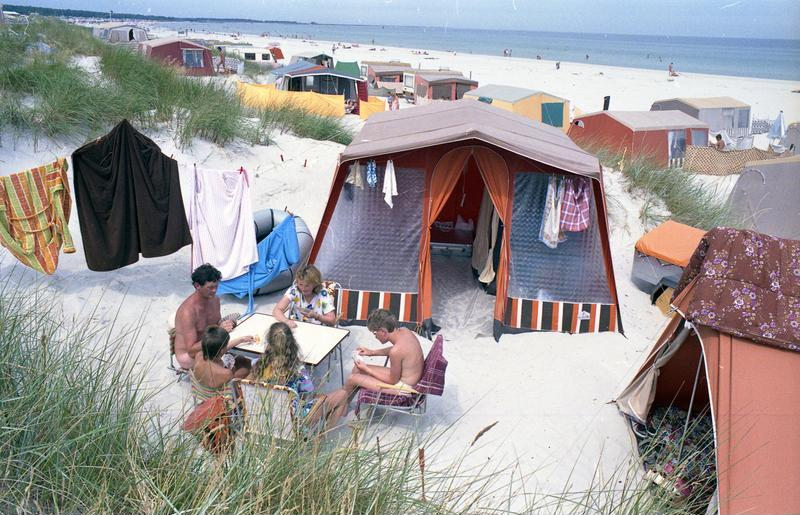
Acampada en una platja.

L'acampada o càmping (de l'anglès, camping) és una activitat, habitualment a l'aire lliure, que implica passar una o més nits en una tenda, un envelat o una caravana, generalment amb l'objectiu d'allunyar-se de la resta del món civilitzat i gaudir de la natura. Tanmateix, es fan acampades amb altres finalitats, enmig de la civilització o fins i tot sota sostre, com és el cas dels refugiats per catàstrofes naturals, o fins i tot de manifestants.
Acampar és una activitat que va esdevenir popular a principi del segle xx. Els aficionats i les aficionades a l'acampada freqüenten paratges nacionals o altres llocs d'interès natural.
L'acampada també es pot fer servir com a alternativa barata d'allotjament per als assistents a esdeveniments que duren alguns dies, com festivals de música o trobades esportives. En aquestos casos, els organitzadors ofereixen un acampador —anomenat, també, terreny d'acampada— i alguns serveis bàsics.
En qualsevol cas, el càmping no necessàriament s'ha de relacionar amb una alternativa barata: hi ha una accepció —significat específic— del mot càmping, que fa referència a un recinte, amb una finalitat equivalent a un resort hoteler —i amb opcions d'una categoria inferior a aquesta modalitat d'hotel o hostal—, que conté —a més de parcel·les per a acampar-hi (amb la teva tenda, caravana o autocaravana, o furgoneta autocaravana com la típica de la marca Volkswagen)— parcel·les amb cases reduïdes fetes de mòduls prefabricats: bungalous (de vegades de fusta o fins i tot d'obra) i mobile homes. Aquests recintes de càmping existeixen de diverses categories, d'acord amb una tipologia semblant a la dels hotels— i s'hi ofereix una àmplia gamma de preus, que depèn del renom, la història i els serveis que ofereixi el càmping.

## Definició
El terme «acampar» inclou tota una gamma de maneres de passar la nit fora de casa. Des de campistes que van equipats gairebé només amb les seues botes fins a famílies que disposen d'una caravana amb electricitat pròpia, calefacció i mobles. Acampar va sovint acompanyat d'altres activitats com senderisme, escalada, canoa, bicicleta, pesca o turisme alternatiu en general. Existeix la possibilitat de dormir en campaments permanents, anomenats càmpings, dotats de cafeteria, banys, dutxes i altres serveis. En aquestos llocs, també es pot llogar, sovint, una petita casa —bungalou, sovint de fusta, o mobile home— però això no es considera «acampar».
Cal diferenciar molt bé “acampar” de “fer càmping” o “anar de càmping”. Cal recordar que, segons la normativa vigent a Catalunya, l'acampada fora dels càmpings no està permesa. D'aquesta manera, podem dir que l'acampada no està regulada per cap organisme oficial i que el càmping és un allotjament turístic reconegut per l'administració.
En cap cas el càmping no és una manera alternativa d'acampada ni de fer vacances. El càmping és una filosofia de vacances on, en la majoria de vegades, podem trobar molts més serveis que en altres tipus d'allotjaments turístics.
Així doncs, l'acampada és una forma de passar la nit a fora, sense cap control, i el càmping és un allotjament turístic.